# Almindelig røllike
Almindelig røllike (Achillea millefolium) er en 15-50 centimeter høj urt, der vokser almindeligt i Danmark på lysåben bund.

## Beskrivelse
Almindelig røllike er en flerårig urt med en stiv, opret vækstform. Stænglen er sej og lidt håret. Bladene er lancetformede og 2-3 gange fjersnitdelte.
Blomstringen sker juli-september. Blomsterne sidder i en tæt halvskærm, hvor småkurvene er 3-4 millimeter brede med 4-5 hvide eller sjældnere: lyserøde randblomster. Planten producerer mængder af spiredygtige frø hvert år.
Rodnettet består af krybende jordstængler og talrige trævlerødder.
Højde x bredde og årlig tilvækst: 0,30 × 0,50 m (30 × 15 cm/år).

## Etymologi
Det videnskabelige navn millefolium betyder "tusindbladet" og hentyder til de karakteristiske blade, der er flere gange fjersnitdelte. Achillea hentyder ifølge Plinius den Ældre til den græske sagnhelt Akilles, der i Homers Iliaden lærte plantens værdi som lægeplante af kentauren Chiron.  Under Trojanerkrigen skal Akilles have lært sine soldater at standse blødninger ved hjælp af røllike, og den kendes da også under navnet soldaterurt. På latin blev urten kaldt herba militaris. Den græske læge Pedanius Dioscorides, der fulgte kejser Neros legionærer på deres felttog,  tilråder i sin urtebog fra år 64, at man gnider de knuste planter mod sår for at standse blødning.

## Voksested
Planten findes på tør eller fugtig næringsrig sand- eller humusbund, hvilket i realiteten vil sige næsten overalt: På enge, græsplæner, vejkanter, overdrev og strandenge.

## Udbredelse
I Danmark er almindelig røllike vidt udbredt. Oprindelige voksesteder er Europa, Nordamerika, Kaukasien, Iran, Sibirien og Himalaya, men den er også udplantet i Australien, New Zealand og Grønland.

## Anvendelse
DNA-analyser af urtetabletter fundet i et skibsvrag fra 130 f.Kr indeholdt blandt andet røllike.  Under den amerikanske borgerkrig var røllike stadig i brug hos feltlægerne.  500 f.Kr benyttede kinesiske læger urten mod betændelse, blødning og bid af hunde og slanger. Tørrede stængler af røllike blev i Kina også benyttet i spådomskunsten I Ching, mens druiderne brugte den til at spå om vejret. 
I middelalderen blev urten i England brugt i den blanding, gruit, som blev tilsat øl under brygningen.  I dag benyttes røllike også til kryddersnaps. 
Almindelig røllike indeholder mange aktive stoffer, f.eks. æterisk olie bestående af bl.a. kamfer, cineol og chamazulen, samt achillein, garvestoffer, isovaleriansyre, salicylsyre, asparagin, flavonoider og harpiks.
Stofferne virker sveddrivende, blodtryksænkende, betændelseshæmmende, febernedsættende og stimulerende på fordøjelsen samt beroligende og vanddrivende.
Røllike er på grund af de nævnte gavnlige egenskaber blevet brugt ved febertilstande og infektion, eksempelvis forkølelse og influenza.
Planten er ikke giftig, men kan ved indtagelse af meget store doser give hovedpine og svimmelhed. Nogle mennesker reagerer allergisk over for røllike, og gravide skal undgå at indtage planten.